# Microthrissa

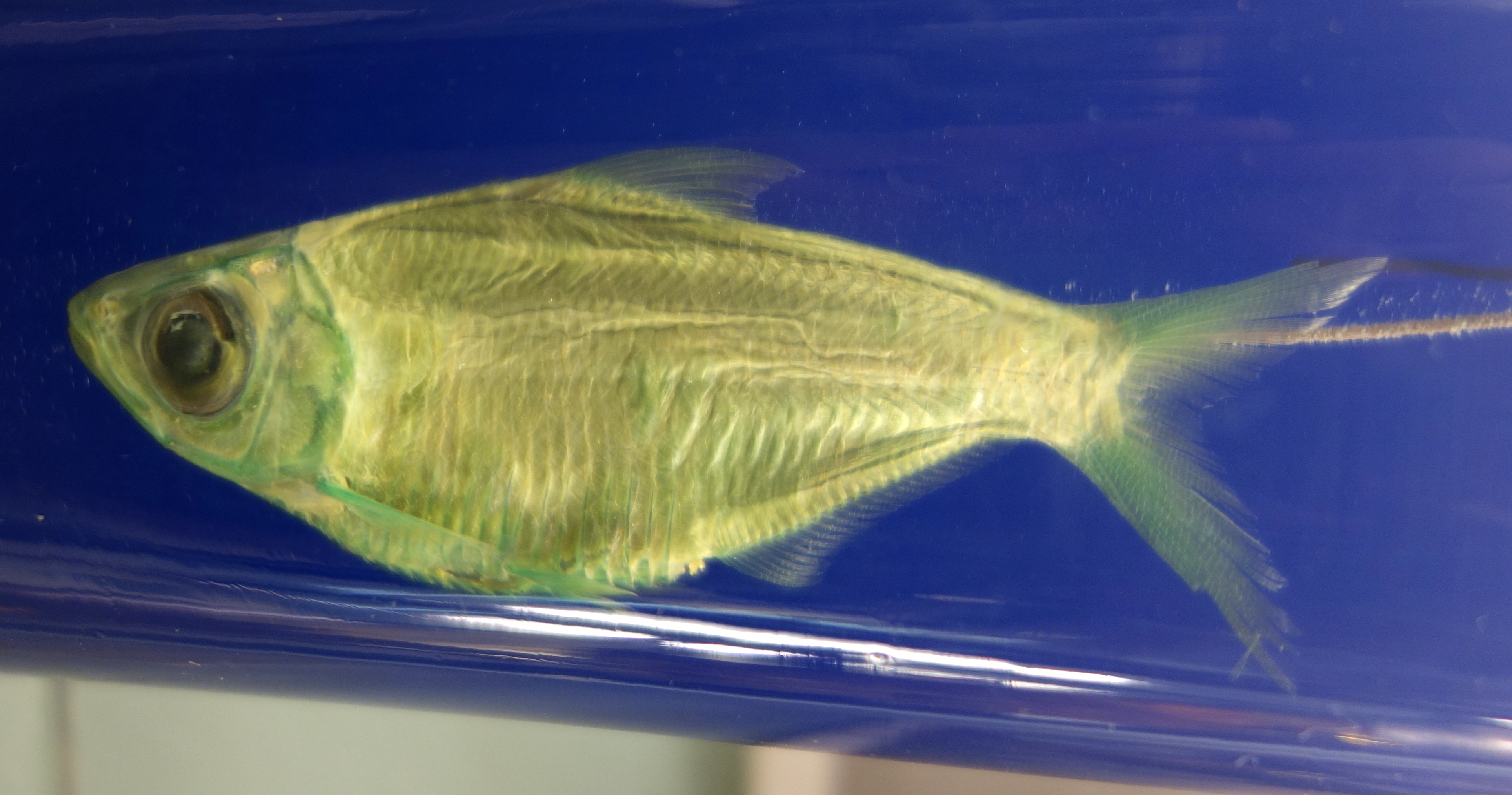
Loài Microthrissa royauxi

Microthrissa là một chi cá nhỏ trong những loài cá trích cơm trong họ Clupeidae, loài này phân bố ở châu Phi. Có cả thảy 5 loài đã được ghi nhận trong chi cá này.

## Các loài
- Microthrissa congica (Regan, 1917) (Bigscale pellonuline)
- Microthrissa minuta Poll, 1974 (Dungu sprat)
- Microthrissa moeruensis (Poll, 1948) (Lake Mweru sprat)
- Microthrissa royauxi Boulenger, 1902 (Royal sprat)
- Microthrissa whiteheadi Gourène & Teugels, 1988